# Strašnice
Strašnice – część Pragi. W 2006 roku zamieszkiwało ją 37 178 mieszkańców.